# Pesnopoi, Plovdiv
Pesnopoi (în bulgară Песнопой) este un sat în comuna Kaloianovo, regiunea Plovdiv,  Bulgaria. 

## Demografie
Componența etnică a satului Pesnopoi
     Bulgari (99,35%)
     Nicio identificare (0,64%)
     Altele (0%)
La recensământul din 2011, populația satului Pesnopoi era de 624 locuitori. Din punct de vedere etnic, majoritatea locuitorilor (99,35%) erau bulgari. Pentru 0,64% din locuitori nu este cunoscută apartenența etnică.